# دارين كاغاسوف
دارين ماكسويل كاغاسوف (بالإنجليزية: Daren Kagasoff)‏ (من مواليد 16 سبتمبر 1987) ممثل أمريكي منها دور «السيدة غالاردي» في فيلم ويجا (2014).

## روابط خارجية
- دارين كاغاسوف على موقع IMDb (الإنجليزية)
- دارين كاغاسوف على موقع ألو سيني (الفرنسية)
- دارين كاغاسوف على موقع أول موفي (الإنجليزية)
- دارين كاغاسوف على موقع قاعدة بيانات الفيلم (الإنجليزية)
- دارين كاغاسوف على موقع كينوبويسك (الروسية)
- DarenKagasoffعلى تويتر.
- Daren Kagasoff on Instagram